# Kenneth Myers
Kenneth Holston Myers, ameriški veslač, * 10. avgust 1896, † junij 1974.
Myers je za ZDA nastopil na Poletnih olimpijskih igrah 1920 v Antwerpnu, kjer je v četvercem s krmarjem osvojil srebrno medaljo. Nastopil je tudi na Poletnih olimpijskih igrah 1928, kjer je v enojcu prav tako osvojil srebro. Nazadnje je nastopil na Poletnih olimpijskih igrah 1932, kjer je v dvojnem dvojcu s partnerjem Williamom Gilmorjem postal olimpijski prvak.